# Ondřej Karafiát
 (août 2025).
Ondřej Karafiát, né le 1er décembre 1994 à Prague en Tchéquie, est un footballeur tchèque qui évolue au poste de défenseur central au Slovan Liberec, en prêt du Slavia Prague.

## Biographie

### Débuts professionnels
Né à Prague, Ondřej Karafiát est formé par l'un des clubs de la capitale tchèque, le Sparta Prague mais c'est au Viktoria Žižkov, où il est prêté lors de la saison 2014-2015, qu'il fait ses débuts en professionnel, en deuxième division tchèque. À l'issue de la saison, il est à nouveau prêté, au Dynamo České Budějovice.

### Slovan Liberec
Sans avoir disputé un seul match avec l'équipe première du Sparta Prague, Ondřej Karafiát rejoint le Slovan Liberec en janvier 2016.
Lors de la saison 2016-2017, il participe avec cette équipe à la phase de groupe de la Ligue Europa (cinq matchs joués).
En 2020, il atteint avec Liberec la finale de la Coupe de Tchéquie. Son équipe s'incline en finale face au Sparta Prague.

### Slavia Prague
Le 17 juillet 2020, Ondřej Karafiát s'engage en faveur du Slavia Prague,.

### En sélection nationale
Avec les moins de 17 ans, il participe au championnat d'Europe des moins de 17 ans en 2011. Lors de cette compétition organisée en Serbie, il joue trois matchs, avec pour résultats trois matchs nuls. Il dispute ensuite quelques semaines plus tard la Coupe du monde des moins de 17 ans qui se déroule au Mexique. Il joue trois matchs lors de ce mondial, avec pour résultats une seule victoire et deux défaites.
Ondřej Karafiát est sélectionné pour la première fois avec l'équipe nationale de Tchéquie en septembre 2020, pour un match de Ligue des nations face à l'Écosse. Il ne joue toutefois aucun match lors de ce rassemblement, en restant sur le banc des remplaçants du stade Andrův.

## Palmarès
Slovan Liberec
- Coupe de Tchéquie :
  - Finaliste : 2019-20.